# Riodinidae
Riodinidae es una familia de mariposas que forma parte de la superfamilia Papilionoidea, se compone de 3 subfamilias.
Se destacan por el comportamiento de los adultos y las adaptaciones de las larvas que viven asociadas con hormigas, y por la elevada diversidad morfológica y fenotípica entre e incluso dentro de los géneros reconocidos. Sin embargo son probablemente la familia de mariposas menos estudiada a nivel mundial.

## Diversidad
Los riodínidos representan aproximadamente el 8% de las especies conocidas de mariposas del mundo, y junto con los Hedylidae son las únicas dos familias de Papilionoidea que están principalmente restringidas a una única biorregión, con casi 90% de las especies en el Neotrópico.

## Morfología

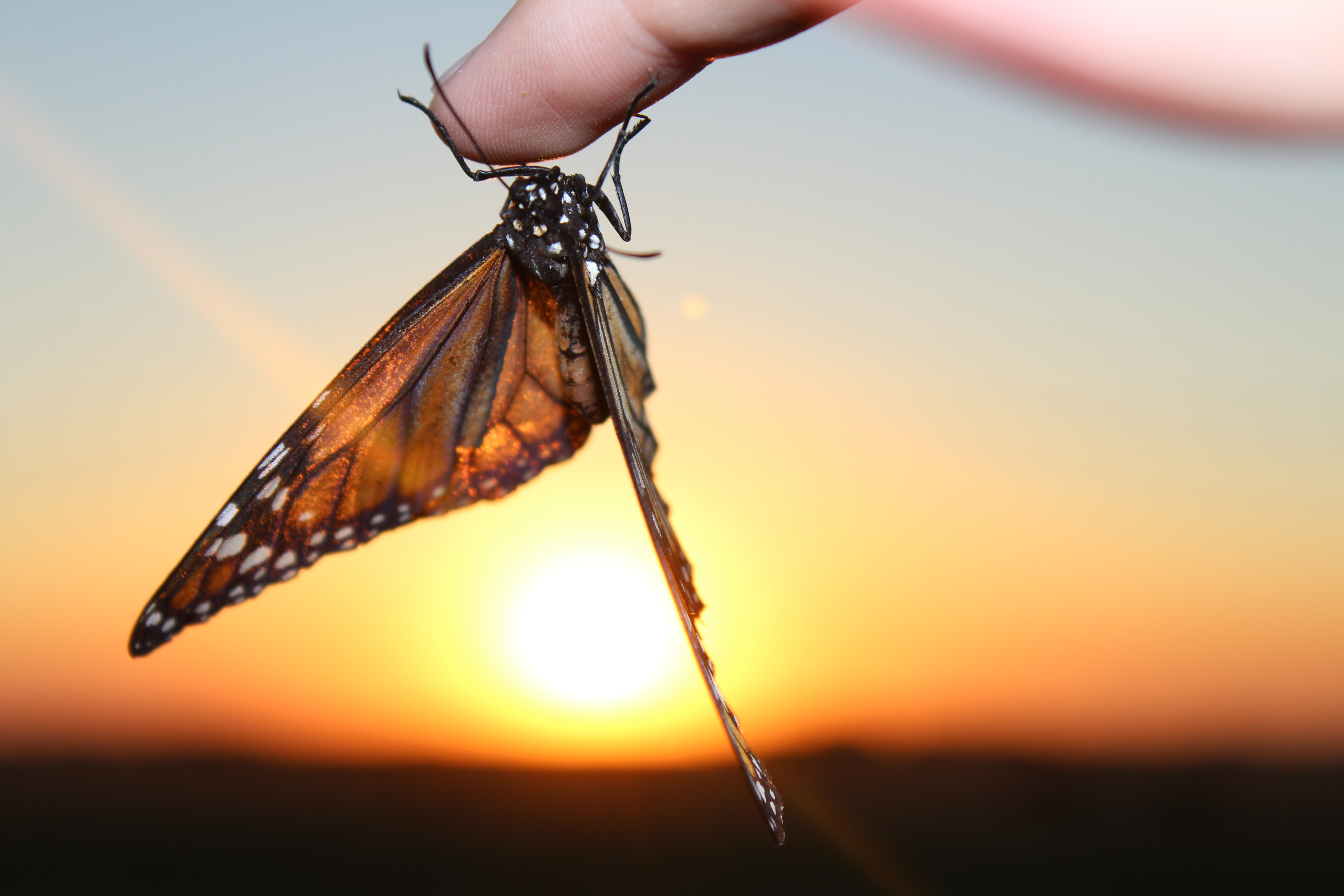

Los riodínidos tienen una marcada diversidad de órganos androconiales, incluyendo algunos órganos únicos dentro de las mariposas verdaderas. Se estima que el 25% de las especies tienen algún tipo de órgano androconial (alar, abdominal o apendicular), pero son más frecuentes entre las especies paleotropicales de la subfamilia Nemeobiinae, entre las que predominan las androconias alares.

## Plantas hospederas
Solamente se tiene registro de plantas hospederas para 199 especies de Riodinidos (un 14% del total de especies conocidas), la mayor parte de las plantas reportadas provienen de los órdenes Fabales, Myrtales y Malpighiales, pero también se encuentran Apiales, Aquifoliales, Asparagales, Asterales, Caryophyllales, Celastrales, Dilleniales, Ericales, Fagales, Gentianales, Lamiales, Laurales, Magnoliales, Malvales, Oxalidales, Poales, Polypodiales, Proteales, Pteridales, Ranunculales, Rosales, Santalales, Sapindales, Saxifragales, Solanales, Vitales, Zingiberales y Zygophyllales.

## Subfamilias

### Euselasiinae

#### Tribus
- Corrachiini
- Euselasiini
- Stygini

##### Géneros
- Corrachia
- Euselasia
- Hades
- Methone
- Styx

### Nemeobiinae

#### Tribus
- Zemerini
- Abisarini
- Nemeobiini

##### Géneros
- Abisara
- Dicallaneura
- Dodona
- Hamearis
- Laxita
- Paralaxita
- Polycaena
- Praetaxila
- Saribia
- Stiboges
- Takashia
- Taxila
- Zemeros

### Riodininae

#### Tribus
- Emesiini
- Eurybiini
- Helicopini
- Mesosemiini
- Nymphidiini
- Riodinini
- Stalachtini
- Symmachiini

##### Géneros
- Machaya
- Apodemia
- Emesis
- Alesa
- Eurybia
- Anteros
- Charis
- Helicopis
- Ourocnemis
- Sarota
- Eunogyra
- Leucochimona
- Mesophthalma
- Mesosemia
- Perophthalma
- Semomesia
- Teratophthalma
- Cremna
- Eucorna
- Hermathena
- Hyphilaria
- Ithomiola
- Napaea
- Voltinia
- Ariconias
- Aricoris
- Juditha
- Lemonia
- Synargis
- Thisbe
- Adelotypa
- Calociasma
- Calospila
- Catocyclotis
- Dysmathia
- Hypophylla
- Joiceya
- Livendula
- Menander
- Minotauros
- Mycastor
- Nymphidium
- Pandemos
- Periplacis
- Rodinia
- Setabis
- Zelotaea
- Archaeonympha
- Behemothia
- Calicosama
- Protonymphidia
- Pseudonymphidia
- Theope
- Amarynthis
- Amphiselenis
- Ancyluris
- Baeotis
- Barbicornis
- Brachyglenis
- Calephelis
- Caria
- Cariomothis
- Cartea
- Chalodeta
- Chamaelimnas
- Chorinea
- Colaciticus
- Comphotis
- Crocozona
- Cyrenia
- Dachetola
- Detritivora
- Exoplisia
- Ithomeis
- Lymnas
- Lyropteryx
- Melanis
- Metacharis
- Monethe
- Nahida
- Necyria
- Notheme
- Panara
- Paraphthonia
- Parcella
- Pheles
- Rhetus
- Riodina
- Seco
- Syrmatia
- Themone
- Stalachtis
- Chimastrum
- Esthemopsis
- Lucillella
- Mesene
- Mesenopsis
- Panaropsis
- Phaenochitonia
- Pirascca
- Pterographium
- Stichelia
- Symmachia
- Xenandra
- Xynias

### Incertae sedis

#### Géneros
- Argyrogrammana
- Astraeodes
- Callistium
- Calydna
- Dianesia
- Echenais
- Echydna
- Imelda
- Pachythone
- Pixus
- Roeberella
- Zabuella